# Koluma rahu
Koluma rahu ist eine unbewohnte Insel, vier Kilometer von der größten estnischen Insel Saaremaa entfernt. Die Insel liegt in der Landgemeinde Saaremaa im Kreis Saare. Sie gehört zum Nationalpark Vilsandi.
Koluma rahu ist 160 Meter lang und 40 Meter breit.